# Viaggio in Oriente (Nerval)
(Gérard de Nerval, Voyage en Orient)
Il Viaggio in Oriente (titolo originale Voyage en Orient) è un'opera di Gérard de Nerval pubblicata nel 1851.

## Tema
Nel gennaio 1843, Nerval compie un viaggio in Oriente: prima Alessandria, poi Il Cairo, Rodi, la Siria fino a Costantinopoli. Sta fuggendo da un anno, dopo il 1841 trascorso in case di cura, a causa di deliri che lo condurranno, dopo anni di fragilità, all'epilogo: al suicidio per impiccagione. 
Nerval redige, riscrive, modifica più volte le sue prose di viaggio, le pubblica su diverse riviste, senza un ordine preciso, prima di raccoglierle in una sola collezione in due volumi. In questo capolavoro letterario i registri linguistici utilizzati sono molteplici: alle descrizioni di eventi (forse) accaduti si sovrappongono, enfatizzate, riedizioni d'immaginari fantastici e archetipi culturali, proiezioni oniriche di fantasmi personali. Una scrittura instabile e difficilmente definibile, frutto di percorsi solitari, isolati, insicuri, privi spesso delle necessarie prudenze e circospezioni nei confronti dell'alterità. Perché sono proprio gli elementi autobiografici che emergono dalle pagine dei suoi resoconti, restituendo un irriducibile e irrimediabile sentimento di alterità che conduce alla dispersione dei confini reali delle nazioni, e delle narrazioni, alla ripetizione di partenze e ritorni, al bisogno della fuga come momento terapeutico catartico, alla ricerca del mito e del sacro lontano dal mondo quotidiano. Come ha osservato Edward Said nel suo classico Orientalismo, questi frangenti di densità semantica sono presentati da Nerval sotto forma di una serie di appunti di viaggio, schizzi, episodi e frammenti; la prospettiva del pellegrinaggio in Oriente costituisce la ricerca di qualcosa di relativamente personale, le tracce dei propri sogni e sentimenti personali. L'Oriente è qui un luogo di deja vu, un luogo cui tornare anche dopo che il viaggio fisico era stato compiuto.

## Edizioni italiane
- Viaggio in Oriente, traduzione di G. Fanciulli, Collana Raccolta di Breviari Intellettuali n.11, Milano, Istituto Editoriale Italiano, 1917. [edizione parziale]
- Solimano e la Regina del Mattino, traduzione di Giovanni Mariotti, Collana La Biblioteca Blu, Franco Maria Ricci. [lungo racconto che chiude il Voyage en Orient]
- Storia della Regina del mattino e Solimano principe dei geni, a cura di Luca Pietromarchi, Collana Letteratura universale, Venezia, Marsilio, 1992.
- Viaggio in Oriente, traduzione di M.N. Croci e M. Dardari, Collana Frammenti di scena, Maroni, 1994, ISBN 978-88-86286-03-9. [edizione parziale]
- Viaggio in Oriente, trad. e cura di Bruno Nacci, Collana i millenni, Torino, Einaudi, 1997, ISBN 978-88-06-14311-4. [edizione integrale]
- Viaggio in Oriente, trad. e cura di Bruno Nacci, Invito alla lettura di Giuseppe Conte, Collana Narratori, Milano, Ares, 2020, ISBN 978-88-815-5928-2. [edizione integrale]